# Feroviarul

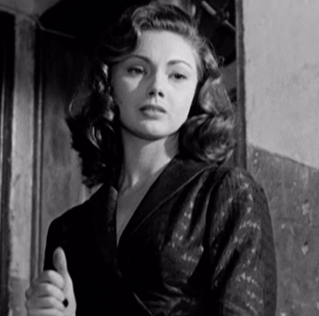
Sylva Koscina în rolul Giuliei, într-o scenă din film

Feroviarul  (titlul original: în italiană Il ferroviere) este un film dramatic italian, realizat în 1956 de regizorul Pietro Germi, protagoniști fiind actorii Pietro Germi, Luisa Della Noce, Sylva Koscina și Edoardo Nevola. 
Filmul s-a născut dintr-un subiect autobiografic intitulat Trenul de Alfredo Giannetti, care l-a adaptat pentru film împreună cu Luciano Vincenzoni și Pietro Germi. Giannetti a fost cel care a intuit că Germi dorea și putea juca rolul principal și el a fost cel care l-a îndrumat în discuțiile care l-au convins pe Ponti să realizeze filmul.

## Rezumat
În seara de Crăciun, mecanicul de locomotivă Andrea, face ca de obicei după serviciu, o lungă oprire la cârciumă, unde bea din abundență. Ajungând acasă, familia îl așteaptă supărată. Fiica sa Giulia, însărcinată, se simte rău și pierde copilul. Andrea, care o forțase pe Giulia să se căsătorească cu bărbatul pe care ea nu îl iubea, este șocat. 
În zilele următoare, accidentarea mortală pe linia ferată a unui sinucigaș și apoi nerespectarea unui semnal de oprire care aproape a provocat ciocnirea cu un alt tren, duce la o investigație împotriva sa, urmată de retrogradare și penalizare la retribuție, care îi agravează starea psihică. Între timp, familia lui se destramă: cei doi copii mai mari, Giulia și Marcello, după încă o ceartă cu tatăl lor, decid să rupă legăturile cu familia și se mută de acasă. Rămas singur cu soția și micuțul Sandrino, abandonat de colegii săi de muncă pentru că a condus un tren când ei au declarat să facă grevă, Andrea își caută tot mai mult refugiul în vin, ajungând la spital din cauza problemelor la inimă. Numai afecțiunea lui Sandro, cu încrederea sa de neclintit în tatăl său, va reuși să-l salveze pe Andrea din depresia profundă și să-l facă să-și revină psihic. Petrecând seara de Ajun împreună cu familia și câțiva prieteni apropiați, se bucură cu toții că atmosfera în familie a devenit din nou armonioasă iar la plecare se înțeleg să revină a doua zi să fie din nou împreună. Mulțumit dar obosit, Andrea se întinde pe pat, cere soției sale chitara să-i cânte ceva, dar după câteva minute Sara nu mai aude nici un acord, iar soțul nu îi mai răspunde...

## Distribuție
- Pietro Germi – Andrea Marcocci
- Luisa Della Noce – Sara Marcocci, soția sa
- Sylva Koscina – Giulia Marcocci, fiica lor
- Renato Speziali – Marcello Marcocci, fiul cel mare
- Edoardo Nevola – micul Sandro Marcocci
- Saro Urzì – Gigi Liverani, colegul și prietenul lui Andrea
- Carlo Giuffré – Renato Borghi,
- Riccardo Garrone – prietenul lui Marcello
- Antonio Acqua – comisarul
- Amedeo Trilli – cârciumarul
- Franco Fantasia – automobilistul
- Renato Terra –
- Gustavo Serena –
- Lina Tartara Minora –
- Mirella Fedeli –
- Lilia Landi –
- Sergio Alberini – un copil
- Mirella Fedeli –
- Franco Fantasia –

## Coloana sonoră
- Muzică de balet, No.2 andantino din „Rosamunde, Prințesa Ciprului, D.797, Op.26”, compusă de Franz Schubert
- Dansul flautelor de trestie din „Spărgătorul de nuci Op.71a”, compusă de Piotr Ilici Ceaikovski
- Invitație la vals, de Carl Maria von Weber
- Vino, vino, va... (cântec tradițional)
- Vals De Media Noche - Nullo Román

Nicio melodie nu a fost menționată în generic.

## Premii
- 1956 Festivalul Internațional de Film de la San Sebastián
  - Scoica de Aur pentru cel mai bun film
  - Scoica de Argint pentru cel mai bun regizor lui Pietro Germi
  - Scoica de Argint pentru cea mai bună actriță lui Luisa Della Noce
- 1957 Nastro d'argento
  - Cel mai bun film lui Pietro Germi